# Liste der Mitglieder des Senats im 22. Kongress der Vereinigten Staaten
Die Senatoren im 22. Kongress der Vereinigten Staaten wurden zu einem Drittel 1830 und 1831 neu gewählt. Vor der Verabschiedung des 17. Zusatzartikels 1913 wurde der Senat nicht direkt gewählt, sondern die Senatoren wurden von den Parlamenten der Bundesstaaten bestimmt. Jeder Staat wählt zwei Senatoren, die unterschiedlichen Klassen angehören. Die Amtszeit beträgt sechs Jahre, alle zwei Jahre wird für die Sitze einer der drei Klassen gewählt. Zwei Drittel des Senats bestehen daher aus Senatoren, deren Amtszeit noch andauert.
Die Amtszeit des 22. Kongresses ging vom 4. März 1831 bis zum 3. März 1833. Seine erste Tagungsperiode fand vom 5. Dezember 1831 bis zum 21. Juli 1832 in Washington, D.C. statt, die zweite Periode vom 3. Dezember 1832 bis zum 2. März 1833.

## Zusammensetzung und Veränderungen
Nach der Präsidentschaftswahl 1824 zerfiel das First Party System in mehrere Faktionen, von denen schließlich zwei übrigblieben, die Anhänger des späteren Präsidenten Andrew Jackson und seine Gegner. Aus der Jackson-Faktion entstand in den folgenden Jahren die bis heute bestehende Demokratische Partei, aus der Anti-Jackson-Faktion entstand zunächst die National Republican Party, später die United States Whig Party. Im 21. Kongress saßen am Ende seiner Amtszeit 25 Jacksonians und 22 Anti-Jacksonians im Senat, ein Sitz war vakant. Bei den Wahlen 1830 und 1831 gewann die Jackson-Faktion drei Sitze von der Anti-Jackson-Faktion und verlor einen an die Nullifier Party, ein weiterer Sitz ging verloren, da das Parlament in Kentucky noch nicht gewählt hatte. Zusätzlich trat Robert Young Hayne zu den Nullifiern über, George Poindexter entfremdete sich Präsident Jackson und schloss sich seinen Gegnern an. Damit zählte der 22. Kongress zu Beginn 24 Jacksonians, 20 Anti-Jacksonians und zwei Nullifier, zwei Sitze waren vakant. Noch vor der ersten Sitzung des Kongresses wurden die beiden vakanten Sitze von den Anti-Jacksonians gewonnen, bei einer Nachwahl gewannen sie einen weiteren bisher von den Jacksonians gehaltenen Sitz, so dass diese ihre Mehrheit verloren: Im Senat saßen kurzzeitig jeweils 23 Jacksonians und Anti-Jacksonians sowie zwei Nullifier. Durch die Nachwahl in Indiana im Januar 1832 verschob sich das Verhältnis auf 24 Jacksonians zu 22 Anti-Jacksonians und zwei Nullifier, wo es bis kurz vor Ende des 22. Kongresses blieb. Durch den Rücktritt von Stephen Decatur Miller am 2. März 1833 verloren die Nullifier einen ihrer beiden Sitze, dieser blieb vakant.

## Spezielle Funktionen
Nach der Verfassung der Vereinigten Staaten ist der Vizepräsident der Vorsitzende des Senats, ohne ihm selbst anzugehören. Bei Stimmengleichheit gibt seine Stimme den Ausschlag. Während des größten Teils des 22. Kongresses war John C. Calhoun Vizepräsident. Am 28. Dezember 1832 trat er zurück, um als Senator auch Rederecht im Senat zu haben. Im Gegensatz zur heutigen Praxis leitete der Vizepräsident bis ins späte 19. Jahrhundert tatsächlich die Senatssitzungen. Ein Senator wurde zum Präsidenten pro tempore gewählt, der bei Abwesenheit des Vizepräsidenten den Vorsitz übernahm. Vom 4. März bis zum 4. Dezember 1831 war weiter der vom 21. Kongress gewählte Samuel Smith Präsident pro tempore, er versah das Amt weiter vom 5. Dezember bis zum 11. Dezember 1831. Vom 9. Juli bis zum 16. Juli 1832 war Littleton Tazewell Präsident pro tempore, vom 3. Dezember 1832 bis zum Ende des Kongresses am 3. März 1833 sowie weiter im 23. Kongress bis zum 1. Dezember 1833 Hugh L. White.

## Liste der Senatoren
Unter Faktion ist vermerkt, ob ein Senator den Anhängern oder den Gegnern von Andrew Jackson zugeordnet wird oder der Nullifier Party angehörte. Unter Staat sind die Listen der Senatoren des jeweiligen Staats verlinkt. Die reguläre Amtszeit richtet sich nach der Senatsklasse: Senatoren der Klasse I waren bis zum 3. März 1833 gewählt, die der Klasse II bis zum 3. März 1835 und die der Klasse III bis zum 3. März 1837. Das Datum gibt an, wann der entsprechende Senator in den Senat aufgenommen wurde, eventuelle frühere Amtszeiten nicht berücksichtigt. Unter Sen. steht die fortlaufende Nummer der Senatoren in chronologischer Ordnung, je niedriger diese ist, umso größer ist in der Regel die Seniorität des Senators. Die Tabelle ist mit den Pfeiltasten sortierbar.
| Senator                 | Faktion          | Staat          | Klasse | Datum         | Sen. | Anmerkung                                           |
| ----------------------- | ---------------- | -------------- | ------ | ------------- | ---- | --------------------------------------------------- |
| William R. King         | Jacksonian       | Alabama        | II     | 14. Dez. 1819 | 232  |                                                     |
| Gabriel Moore           | Jacksonian       | Alabama        | III    | 4. März 1831  | 313  |                                                     |
| Samuel A. Foot          | Anti-Jacksonian  | Connecticut    | I      | 4. März 1827  | 287  |                                                     |
| Gideon Tomlinson        | Anti-Jacksonian  | Connecticut    | III    | 4. März 1831  | 315  |                                                     |
| Arnold Naudain          | Anti-Jacksonian  | Delaware       | I      | 7. Jan. 1830  | 303  |                                                     |
| John Middleton Clayton  | Anti-Jacksonian  | Delaware       | II     | 4. März 1829  | 296  |                                                     |
| George Troup            | Jacksonian       | Georgia        | II     | 4. März 1829  | 197  | früher im 14. und 15. Kongress                      |
| John Forsyth            | Jacksonian       | Georgia        | III    | 9. Nov. 1829  | 220  | früher im 15. Kongress                              |
| John McCracken Robinson | Jacksonian       | Illinois       | II     | 11. Dez. 1830 | 306  |                                                     |
| Elias Kane              | Jacksonian       | Illinois       | III    | 4. März 1825  | 268  |                                                     |
| Robert Hanna            | Anti-Jacksonian  | Indiana        | I      | 19. Aug. 1831 | 317  | ernannt trat am 3. Januar 1832 zurück               |
| John Tipton             | Jacksonian       | Indiana        | I      | 3. Jan. 1832  | 320  | gewählt als Nachfolger von Hanna                    |
| William Hendricks       | Anti-Jacksonian  | Indiana        | III    | 4. März 1825  | 267  |                                                     |
| George M. Bibb          | Jacksonian       | Kentucky       | II     | 4. März 1829  | 160  | früher im 12. und 13. Kongress                      |
| Henry Clay              | Anti-Jacksonian  | Kentucky       | III    | 10. Nov. 1831 | 270  | früher im 9. und 11. Kongress                       |
| Edward Livingston       | Jacksonian       | Louisiana      | II     | 4. März 1829  | 298  | trat am 24. Mai 1831 zurück                         |
| George A. Waggaman      | Anti-Jacksonian  | Louisiana      | II     | 15. Nov. 1831 | 318  | gewählt als Nachfolger von Livingston               |
| Josiah S. Johnston      | Anti-Jacksonian  | Louisiana      | III    | 15. Jan. 1824 | 259  |                                                     |
| John Holmes             | Anti-Jacksonian  | Maine          | I      | 15. Jan. 1829 | 237  | früher im 16. bis 19. Kongress                      |
| Peleg Sprague           | Anti-Jacksonian  | Maine          | II     | 4. März 1829  | 299  |                                                     |
| Samuel Smith            | Jacksonian       | Maryland       | I      | 16. Dez. 1822 | 114  | Präsident pro tempore früher im 8. bis 13. Kongress |
| Ezekiel F. Chambers     | Anti-Jacksonian  | Maryland       | III    | 24. Jan. 1826 | 277  |                                                     |
| Daniel Webster          | Anti-Jacksonian  | Massachusetts  | I      | 17. Dez. 1827 | 291  |                                                     |
| Nathaniel Silsbee       | Anti-Jacksonian  | Massachusetts  | II     | 31. Mai 1826  | 281  |                                                     |
| Powhatan Ellis          | Jacksonian       | Mississippi    | I      | 4. März 1827  | 273  | trat am 16. Juli 1832 zurück früher im 19. Kongress |
| John Black              | Jacksonian       | Mississippi    | I      | 12. Nov. 1832 | 321  | ernannt als Nachfolger von Ellis                    |
| George Poindexter       | Anti-Jacksoniana | Mississippi    | II     | 15. Okt. 1830 | 304  |                                                     |
| Thomas Hart Benton      | Jacksonian       | Missouri       | I      | 10. Aug. 1821 | 247  |                                                     |
| Alexander Buckner       | Jacksonian       | Missouri       | III    | 4. März 1831  | 307  |                                                     |
| Samuel Bell             | Anti-Jacksonian  | New Hampshire  | II     | 4. März 1823  | 253  |                                                     |
| Isaac Hill              | Jacksonian       | New Hampshire  | III    | 4. März 1831  | 309  |                                                     |
| Mahlon Dickerson        | Jacksonian       | New Jersey     | I      | 4. März 1817  | 207  |                                                     |
| Theodore Frelinghuysen  | Anti-Jacksonian  | New Jersey     | II     | 4. März 1829  | 297  |                                                     |
| Charles E. Dudley       | Jacksonian       | New York       | I      | 15. Jan. 1829 | 295  |                                                     |
| William L. Marcy        | Jacksonian       | New York       | III    | 4. März 1831  | 311  | trat am 1. Januar 1833 zurück                       |
| Silas Wright            | Jacksonian       | New York       | III    | 4. Jan. 1833  | 324  | gewählt als Nachfolger von Marcy                    |
| Bedford Brown           | Jacksonian       | North Carolina | II     | 9. Dez. 1829  | 301  |                                                     |
| Willie Person Mangum    | Jacksonian       | North Carolina | III    | 4. März 1831  | 310  |                                                     |
| Benjamin Ruggles        | Anti-Jacksonian  | Ohio           | I      | 4. März 1815  | 189  |                                                     |
| Thomas Ewing            | Anti-Jacksonian  | Ohio           | III    | 4. März 1831  | 308  |                                                     |
| Isaac D. Barnard        | Jacksonian       | Pennsylvania   | I      | 4. März 1827  | 286  | trat am 6. Dezember 1831 zurück                     |
| George M. Dallas        | Jacksonian       | Pennsylvania   | I      | 13. Dez. 1831 | 319  | gewählt als Nachfolger von Barnard                  |
| William Wilkins         | Jacksonian       | Pennsylvania   | III    | 4. März 1831  | 316  |                                                     |
| Asher Robbins           | Anti-Jacksonian  | Rhode Island   | I      | 28. Okt. 1825 | 275  |                                                     |
| Nehemiah R. Knight      | Anti-Jacksonian  | Rhode Island   | II     | 9. Jan. 1821  | 240  |                                                     |
| Robert Young Hayne      | Nullifiera       | South Carolina | II     | 4. März 1823  | 255  | trat am 13. Dezember 1832 zurück                    |
| John C. Calhoun         | Nullifier        | South Carolina | II     | 29. Dez. 1832 | 323  | gewählt als Nachfolger von Hayne                    |
| Stephen Decatur Miller  | Nullifier        | South Carolina | III    | 4. März 1831  | 312  | trat am 2. März 1833 zurück                         |
| Felix Grundy            | Jacksonian       | Tennessee      | I      | 19. Okt. 1829 | 300  |                                                     |
| Hugh Lawson White       | Jacksonian       | Tennessee      | II     | 28. Okt. 1825 | 274  | Präsident pro tempore                               |
| Horatio Seymour         | Anti-Jacksonian  | Vermont        | I      | 4. März 1821  | 244  |                                                     |
| Samuel Prentiss         | Anti-Jacksonian  | Vermont        | III    | 4. März 1831  | 314  |                                                     |
| John Tyler              | Jacksonian       | Virginia       | I      | 4. März 1827  | 290  |                                                     |
| Littleton W. Tazewell   | Jacksonian       | Virginia       | II     | 7. Dez. 1824  | 263  | Präsident pro tempore trat am 16. Juli 1832 zurück  |
| William C. Rives        | Jacksonian       | Virginia       | II     | 10. Dez. 1832 | 322  | gewählt als Nachfolger von Tazewell                 |

- a) Poindexter und Hayne wurden ursprünglich als Jackson-Anhänger gewählt.[4][5]